# Moral de Calatrava
Moral de Calatrava es un municipio y localidad española de la provincia de Ciudad Real, en la comunidad autónoma de Castilla-La Mancha. Se trata de una localidad eminentemente agrícola, predominando la uva, además del aceite de oliva en sus variedades cornezuelo y picual. El término municipal cuenta con una población de 5103 habitantes (INE 2024).

## Geografía física

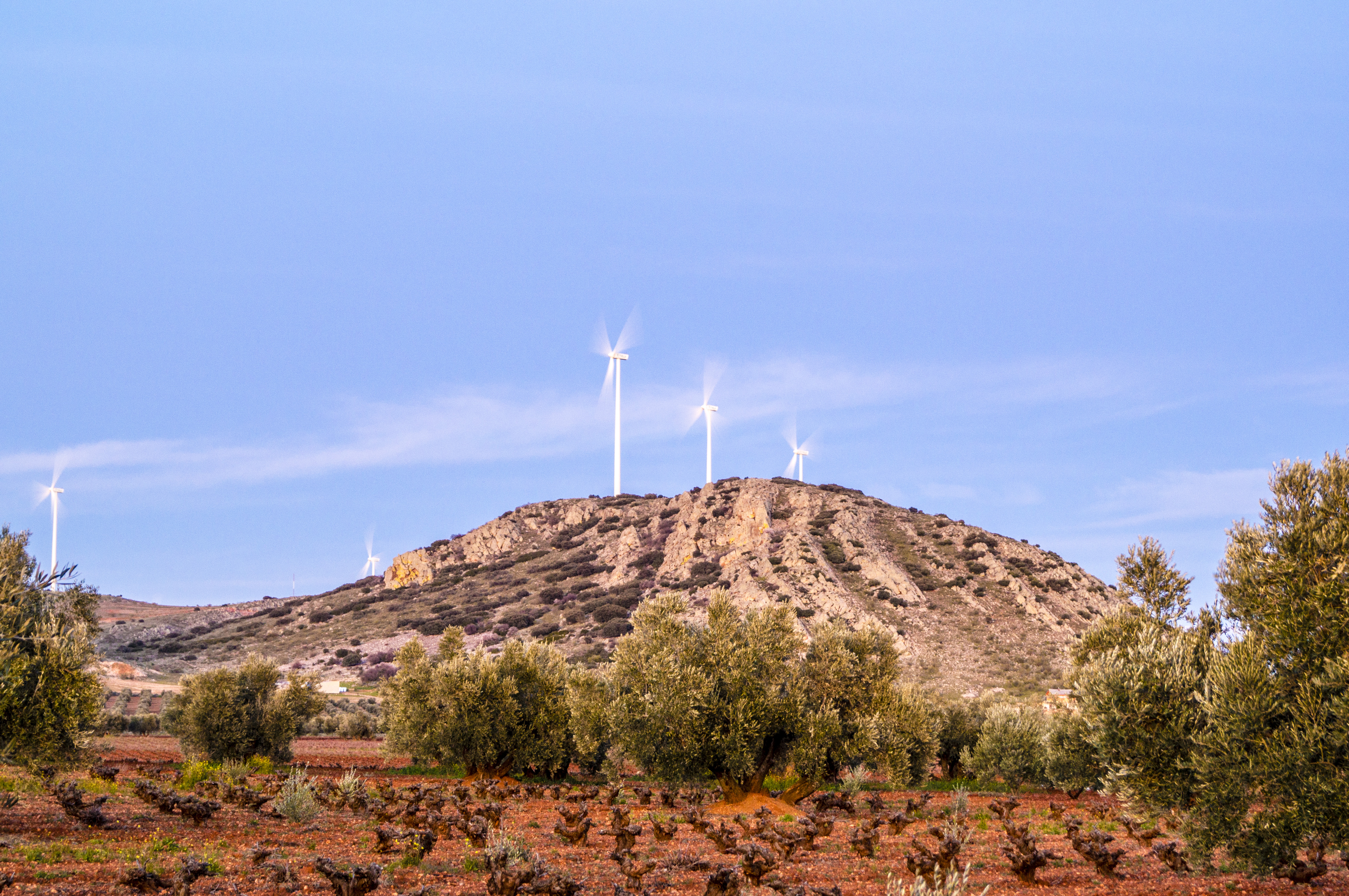
Aerogeneradores en Moral de Calatrava

### Relieve
Las sierras que rodean el municipio tienen alrededor de 400 millones de años, cuando aun existía Pangea, estaban rodeadas por un mar interior que cubría casi en su totalidad las sierras donde se pueden encontrar algunos fósiles comunes de animales invertebrados que vivían en aquella época, hace 300 millones de años tuvo lugar la Orogenia Hercínica. Así se le llama al acontecimiento que tuvo lugar en la tierra y formó grandes cordilleras ahora desgastadas por la erosión de milenios, las rocas que componen la cordillera son en su mayoría cuarcita y pizarra, los terrenos alrededor del río Jabalón son menos antiguos, aproximadamente de 25 millones de años. La Mancha también es conocida por ser una tierra volcánica donde hace entre 1 y 4 millones de años había varios volcanes. Todavía podemos encontrar, en las proximidades del municipio, varios de ellos como en el término de «la Boca del Campo» donde se encuentra el volcán llamado por los moraleños «el Cerrillo», en el que existe una cantera de gravas en explotación que están siendo empleadas para áridos de aglomerado asfáltico en carreteras y en la reparación de caminos. Otro volcán conocido es el volcán de «la Mesnera. La última actividad volcánica de la que se tiene constancia de esta zona es de 1575, cuando se produjeron pequeñas explosiones en el paraje de «la Sima», cerca de Granátula de Calatrava, llevando al exterior gases sulfuroso.

### Clima
El clima es mediterráneo con inviernos fríos y veranos secos. Las temperaturas medias son alrededor de 15 °C y 27 °C llegando eventualmente a los -10 °C en invierno y superar los 40 °C en verano, las lluvias medias son de 460 mm, destacando la acusada sequía que puede durar de 4 a 5 meses.

## Historia
La zona en la que hoy se asienta Moral de Calatrava se cree que fue habitada en el Paleolítico Medio, como lo atestiguan diversos objetos encontrados en las proximidades de la Cueva de la Mora. Hubo posteriormente un asentamiento o aldea de pescadores romanos en las proximidades del río Jabalón llamado Oreto del que también se conservan algunos valiosos objetos.
De la dominación romana existen varios testimonios, como el paso de la vía transversal desde Mérida hasta Levante y el probable basamento romano de la actual iglesia parroquial, cuya antigua función, por su extensión y solidez, nos hace pensar que pudo estar destinada al servicio público (horreum, casa de la curia, etc). La ermita de San Blas se cree también que fue en época romana una mansión construida al pie de la mencionada vía.
La existencia de Moral de Calatrava como núcleo urbano es motivo de controversia. Algunos autores afirman que en 1212 Moral era ya aldea dependiente de Almagro, alegando que Rodrigo Ximénez, arzobispo de Toledo, afirma en sus Crónicas de España y de Las Navas de Tolosa: 

Muchas gentes de Almagro, Moral e otros burgos e comunidades de Calatrava hicieron grande esfuerzo en aquella victoria”. Este dato da, pues, carta de existencia, así como la bordura en azul en su escudo de ocho aspas de oro, emblema que concedió Alfonso VIII, con privilegio y título de Muy Leales, a todas las comunidades y pueblos que acudieron en su ayuda en la batalla de Las Navas.

Inocente Hervás y Buendía, por el contrario, cree posterior su nacimiento, ya que ni Alfonso VIII, al señalar los términos y pertenencias de la Orden de Calatrava, ni el papa Honorio III, al conceder al arzobispo de Toledo las iglesias liberadas de los musulmanes, hacen mención de Moral de Calatrava.
Se carece de datos hasta el siglo XIV, en el que, según Hervás y Buendía, consta la concesión de una licencia para la construcción de un molino en el Jabalón (conocido como el de Santiago) por el maestre Álvarez Pereira al vecino de Moral Pedro Cáceres en 1386. Manuel Corchado Soriano, por otra parte, menciona la licencia y advierte el fallecimiento del Maestre el 15 de agosto de 1385 en la batalla de Aljubarrota y la imposibilidad de encontrar el citado documento.
En el siglo XV debió tener la aldea de Moral cierta importancia, como lo corrobora el nacimiento de los hijos del Maestre D. Pedro Girón y, en particular, el que le había de suceder, en la concordia de 13 de junio de 1482, en el maestrazgo de la Orden Rodrigo Téllez Girón, que nació en 1454.
Entre los años 1535 y 1544 se creó la encomienda de Moral, una más de las encomiendas nacidas en el Campo de Calatrava para sustituir a las de Acea y Otos, cuyos bienes habían sido incorporados al Real Sitio de Aranjuez. Durante este periodo debió conseguir Moral de Calatrava su independencia de Almagro ya que en 1565 se acometió la construcción de un puente sobre el Jabalón, cerca de la ermita de Santiago, exponiendo Felipe II de España ser de utilidad pública por ser camino entre La Mancha y Andalucía, conminando a los municipios de Daimiel, Almagro, Viso y Santa Cruz de Mudela a contribuir a la construcción del mismo, demostrándose, con la mención de Almagro, que Moral gozaba de independencia. Reafirma esta teoría la batalla que, por motivos de preeminencia, tuvo lugar el 1 de marzo de 1579 en la fiesta de Nª Sra. de Zuqueca. A raíz de estos acontecimientos y por sentencia de la Chancillería de Granada de 1581, se equipara la posibilidad de acceder a la ermita, a pesar de encontrarse ésta en la demarcación de Almagro y Granátula, dado que era imagen titular de muchos pueblos del Campo de Calatrava. En este sentido encontramos también el Santuario de la Virgen del Monte (Bolaños de Calatrava) que en el lado norte de la sierra de Moral de Calatrava ha sido un importante lugar de peregrinación, y posiblemente compartieran también titularidad antes de la independencia de Moral y Bolaños de Calatrava de la ciudad de Almagro
Felipe IV de España, por cédula de 10 de junio de 1646, concedió a la villa jurisdicción en primera instancia, habiendo pagado por la consecución de este privilegio cada 15 años 30 600 maravedíes de plata y 33.405 de vellón. Cantidad pequeña en comparación con la riqueza que poseía la villa, por lo que se cree que la obtención de la potestad para impartir justicia se debió, principalmente, a la aportación de Moral de una importante fuerza al mando de Andrés García Espinosa, en la campaña para sofocar la sublevación de Cataluña en 1640.
En el siglo XVIII Moral de Calatrava gozaba de un buen desarrollo económico debido a la producción de verduras y hortalizas, al abrigo natural de sus cerros. Algunas legumbres, como las habas, y las verduras, especialmente la lechuga y la col, eran primicia en las poblaciones de su entorno. La producción de vino se estimaba en 15 000 arrobas y la de aceite en 30 000. La ganadería contaba con 10 000 cabezas de ganado bovino y 3000 de caprino.
El miércoles 15 de febrero de 1895 se proclamó a Moral de Calatrava como ciudad por la reina regente María Cristina.
En la primera mitad del siglo XX se produjo el gran período de florecimiento en agricultura e industrias de transformación (bodegas y almazaras) y la explosión demográfica, favorecido todo por la llegada del ferrocarril (el trenillo del Moral), cuyas vías entraban hasta las bodegas. La luz eléctrica llegó a Moral el 23 de noviembre de 1904.
Los obreros agrupados hasta entonces en la UGT se afiliaron a la CNT a partir de 1919 cuando vieron la eficacia de la central anarcosindicalista con la huelga de la canadiense. En 1936 los afiliados a la CNT consiguieron parar el golpe junto con la UGT, junto con el fracaso del golpe de Estado llegó la revolución y la colectivizaciones de las tierras, la cual cesó con la militarización de las columnas.
En 1982 el centro histórico de Moral de Calatrava fue declarado conjunto-histórico, que cuenta con el código de idenficación RI-53-0000259.

## Demografía
Moral de Calatrava cuenta con una población de 5103 habitantes (INE 2024).
| Gráfica de evolución demográfica de Moral de Calatrava entre 1842 y 2021                                            |
| |
| Población de derecho según los censos de población del INE Población de hecho según los censos de población del INE |

## Economía
En la actualidad Moral de Calatrava sigue siendo una ciudad eminentemente agrícola, sector en el que se han hecho grandes inversiones, especialmente en regadíos, bodega/cooperativa, lo que, junto a la riqueza de la vega del río Jabalón, propicia excelentes y abundantes cosechas de aceite y vino. Sectores como la construcción (albañilería, revestimientos de fachadas...) siguen en importancia al agrícola en esta población.

### Sector terciario
En el exterior de la localidad se encuentran varias casas rurales, como la que se encuentra en el museo Ruta Cervantina de la localidad. Otras casas rurales en poblaciones cercanas se pueden encontrar en  Granátula de Calatrava (a 14,7 km), Almagro (a 17,8 km), Valdepeñas (a 18,9 km) y Villanueva de los Infantes, a 50,4 km.

## Patrimonio

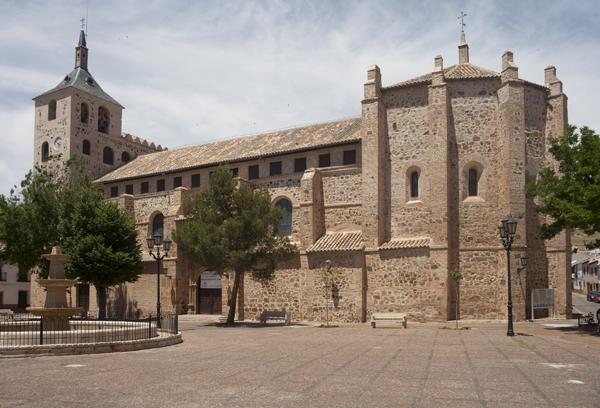
Iglesia de San Andrés Apóstol

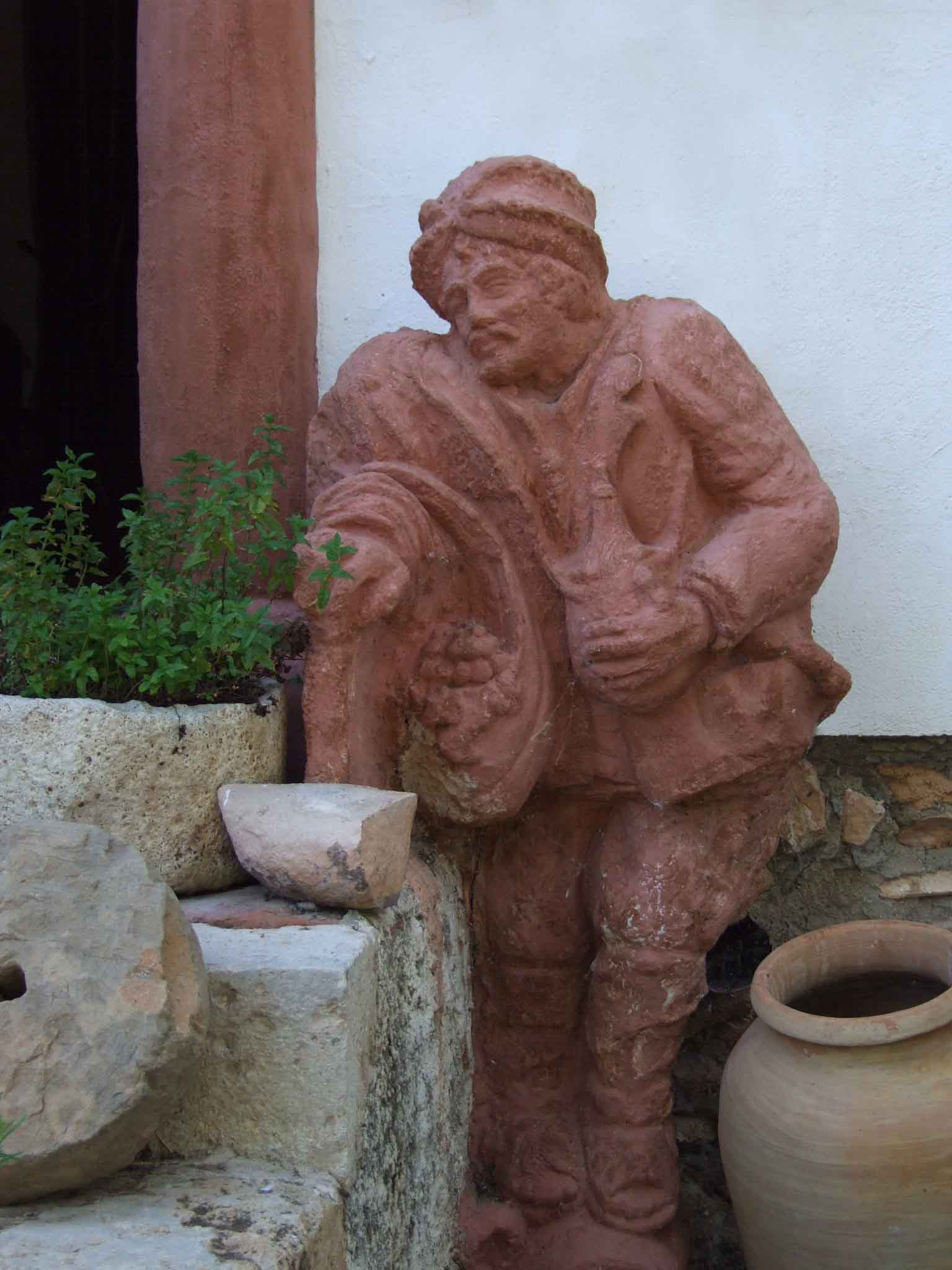
Escultura de Sancho Panza a las puertas de la Casa museo ruta Cervantina

- Iglesia de San Andrés Apóstol, que durante tres siglos fue un fuerte con torre vigía. Los calatravos la levantaron sobre un antiguo fuerte romano del siglo III. En su origen fue Casa de la Curia, actualmente lugar de culto cristiano, en su interior hay un lienzo de Luis Tristán, discípulo de El Greco.
- Ermita de la Virgen de la Sierra, presidida por la imagen de la patrona de Moral, una talla de estilo románico (mira al frente y no tiene ningún signo de afecto a su hijo) que procesiona en un paso de madera tallada a mano (paso realizado por dos hermanos artesanos de la propia localidad) que muestra diferentes momentos de la vida de la Virgen. La imagen está representada por una mujer morena con el hijo de Dios en sus brazos bendiciéndonos, durante todo 2012 se está celebrando el VIII Centenario de su aparición y culto a su advocación de la Sierra En su primitiva ermita, se hallaron monedas de la época del reinado del rey visigodo Wamba.
- Ermita Virgen de la Soledad, su primitiva construcción, fue totalmente incendiada, por su techumbre de madera, pero a finales del siglo XIX fue reconstruida, y tan sólo a unos remates finales, murió el bienhechor de dicha obra, quedando esta desmantelada, desde entonces y casi durante todo el siglo XX se dedicó a muchos fines diferentes en lugar del culto católico para el que estaba diseñada, y fue a principios de los 1990, cuando fue restaurada de nuevo, y bendecida por el obispo de Ciudad Real (por entonces, Rafael Torija) en agosto de 1994.
- Ermita de San Roque, copatrón y protector de la ciudad, construcción similar a la patrona, también alberga zonas verdes de recreo para la infancia, y es utilizado para las celebraciones de verbenas en las ferias y fiestas, en honor a dicho santo junto a la Virgen.
- El convento y ermita del Cristo de la Humildad, construidos por frailes franciscanos, se encuentran en la plaza de Piedralaves, ahí se venera al patrón de Moral, el Santísimo Cristo de la Humildad, cuya celebración es cada 14 de septiembre.
- Ermita de Santiago o San Blas, se encuentra a unos 4 km, del pueblo en dirección a Santa Cruz de Mudela, en sus inmediaciones se celebra la romería a San Blas, cada primer fin de semana de febrero. Es tradición comprar gargantillas, y pasarlas por la capa del santo, para la protección de enfermedades de garganta.

También es interesante el Museo Etnológico y Arqueológico llamado Museo Ruta Cervantina.

## Fiestas

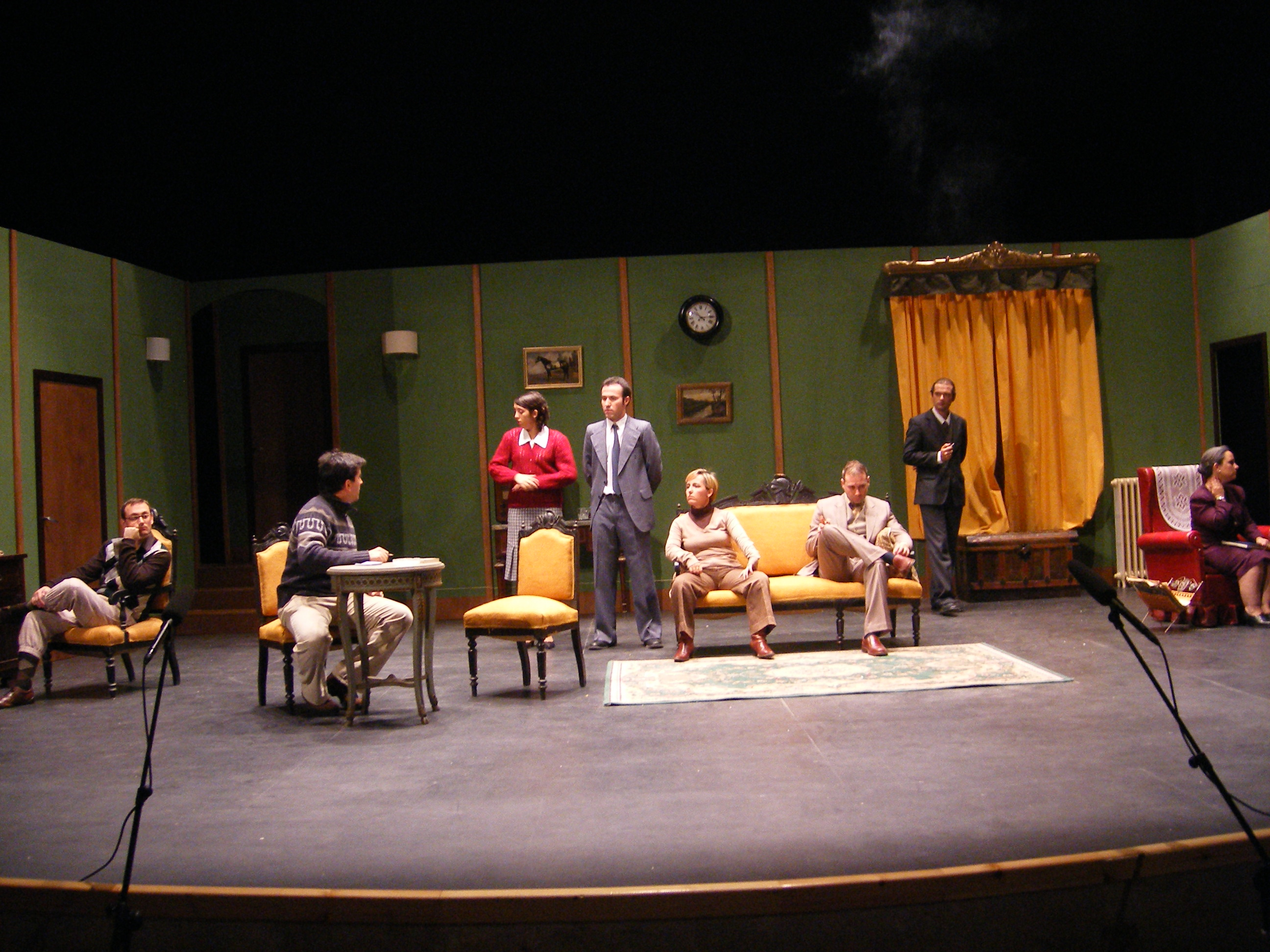
Festival de Teatro de Moral de Calatrava.

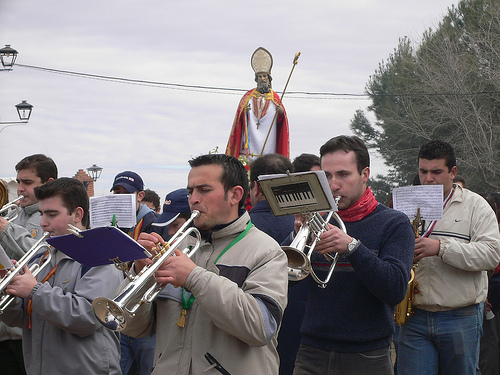
Procesión de San Blas.

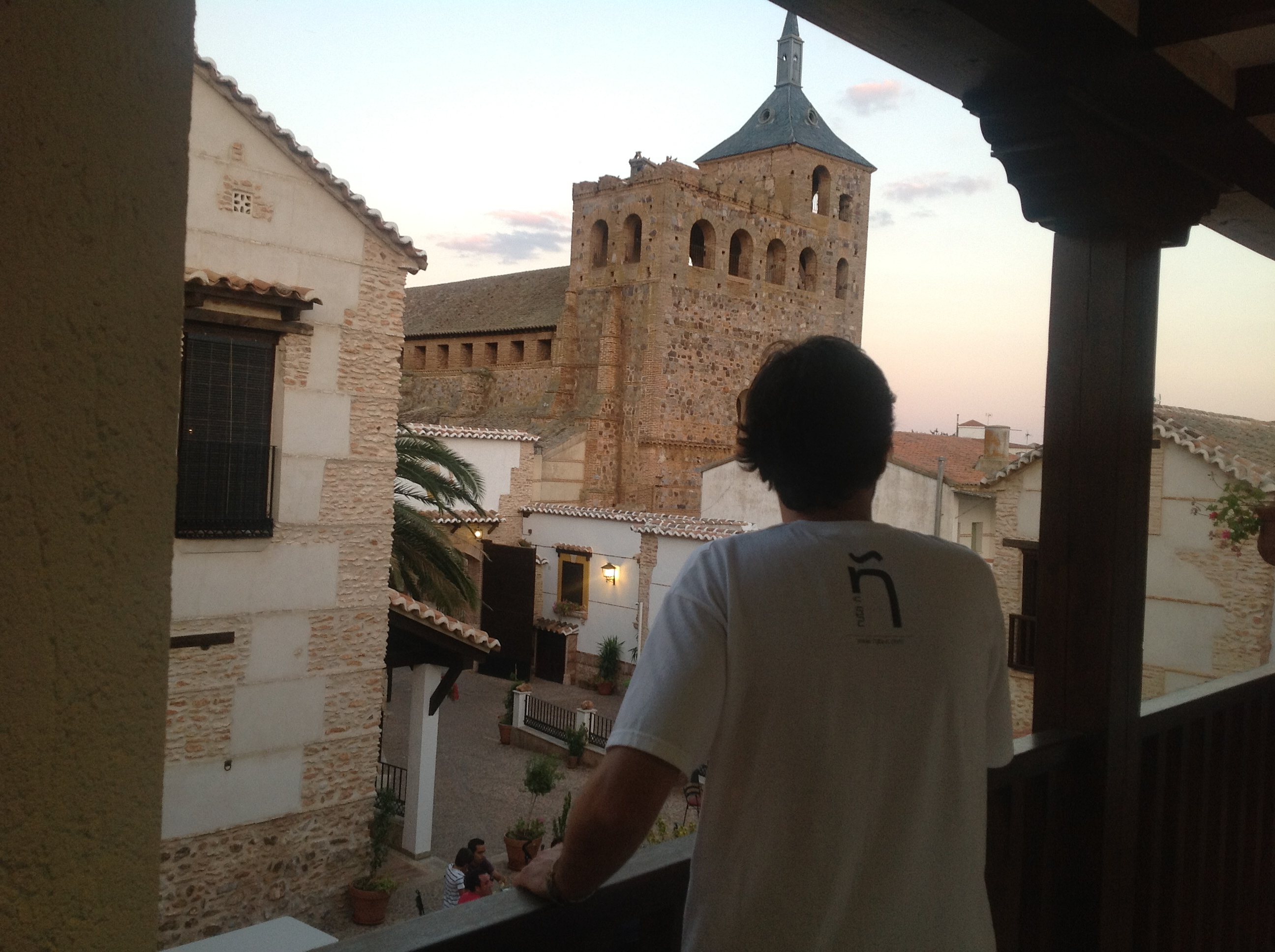
Moral de Calatrava es miembro del programa cultural Ruta Ñ para el fomento de la cultura y el idioma español. Foto: Estudiante de español contempla una panorámica de la Iglesia de San Andrés Apóstol.

- El primer fin de semana de febrero, es la romería de San Blas a quien se le encomienda la protección de la garganta. Se celebrada en la ermita del mismo nombre situada a unos tres kilómetros de la localidad en dirección a Santa Cruz de Mudela al día siguiente es Resamblas, situado en el paraje del mismo nombre a unos dos kilómetros de la localidad en dirección a Manzanares, donde se concentra el mayor número de moraleños y visitantes.
- Romería de San Isidro, patrón de los agricultores se celebra el día 15 de mayo, aunque suele trasladarse al fin de semana más próximo. Se celebra en el paraje de Resamblas donde está la ermita, el sábado por la noche se celebra una importante verbena y el domingo se celebra la romería.
- La primera quincena de julio de todos los años es la Semana Cultural, en la que destaca el Festival de Encajeras, con la participación de 350 encajeras, de las cuales 250 son de Moral. También hay que destacar la celebración a San Cristóbal, patrón de los conductores, que se celebra el 10 de julio con eventos automovilísticos concursos de aparcamientos, maniobras con camiones, etc. por la tarde hay un desfile de vehículos por las calles de la localidad y por la noche una verbena.
- Las ferias y fiestas patronales son del 11 al 16 de agosto en honor a la Santísima Virgen de la Sierra y San Roque, con verbenas populares, conciertos, corrida de toros y diversas actividades deportivas. En 2012, con motivo del VIII Centenario de la Santísima Virgen de la Sierra, se celebraron numerosos actos y el peregrinaje de la imagen por las ermitas del pueblo: San Roque, El Cristo, La Soledad, la Parroquia de San Andrés y el regreso a su ermita, con eucaristía celebrada por el Obispo de Ciudad Real en la Plaza de España.
- Las fiestas del Santo Cristo de la Humildad son el 14 de septiembre.
- La Semana Santa, declarada de interés turístico nacional, está integrada dentro de la ruta de la Pasión de Calatrava. Con motivo de estas fiestas, y durante un par de semanas antes, se hacen los tradicionales canutos, rosquillos y flores de sartén en prácticamente todas las casas. Las procesiones y celebraciones de Semana Santa destacan por los casi 200 romanos, las imágenes. Algunas con costaleros, como es el Santísimo Cristo de la Flagelación, y desde el año 2010 el Cristo de la Buena Muerte. La imagen que porta la Hermandad Nuestro Padre Jesús de Nazareno lo hace a varal castellano (porteadores) por medio centenar de nazarenos morados. La Virgen de la Soledad, con palio, nazarenos y banda de cornetas y tambores. La Banda Municipal la Lira y la Agrupación Musical Nuestro Padre Jesús Redentor son parte de las celebraciones.

## Gastronomía
La gastronomía de Moral de Calatrava está basada en la cocina tradicional manchega. El ajo arriero a base de bacalao, patatas, pan rallado, huevos cocidos, perejil, dientes de ajo y aceite de oliva. Las almendras garrapiñadas, las gachas para los días de frío en es un plato rápido y sencillo, cuyos ingredientes básicos son la harina de almortas, ajos, pimientos secos, aceite y agua. Las migas, suelen hacerse los días de septiembre cuando se realiza la vendimia pues mucha gente las acompañan con uvas. Y el pisto manchego con pimientos verdes, tomates y aceite de oliva.

## Hermanamientos
- Cherves-Richemont (Francia)
- Piedralaves (España)